# Ebern
Ebern est une ville allemande située dans le sud du pays, dans le Land de Bavière et le district de Basse-Franconie. Elle est située dans l'arrondissement de Hassberge, à 22 km au sud-ouest de Cobourg et à 23 km au nord-ouest de Bamberg.

## Personnalités liées à la ville
- Johann Georg Meusel (1743-1820), historien né à Eyrichshof ;
- Ingrid Schubert (1944-1977), terroriste née à Ebern.